# Seznam pravilnih poliedrov
Trenutno poznamo 48 različnih pravilnih poliedrov, ti se delijo na konveksne in konkavne. V tem seznamu so razporejene glede na odkritelje in sicer po kronološkem zaporedju od nam najdlje poznanih do nazadnje odkritih leta 1997.

## Kriteriji
Obstaja več različnih definicij za pravilne poliedre, tukaj je uporabljena definicija, ki jo podpira največ ljudi:
- polieder mora imeti skladne vse stranice, mejne ploskve in oglišča
- polieder mora biti v 3D evklidskem prostoru
- nobena stranica, oglišče ali mejna ploskev ne sme ležati na drugem, lahko pa se sekajo

S tako definicijo dobimo 48 pravilnih poliedrov, navedenih v spodnjem seznamu.

## Platonska telesa
Platonska telesa so poliedri, na katere običajno mislimo, ko govorimo o pravilnih poliedrih. Najstarejši zapis platonskih teles sega v 360 pr. n. št., ko jih Platon opiše v svojem dialogu Timaeus.
| Ime               | Slika | Osnovna ploskev | Schläfliev simbol | Št. stranic | Št. oglišč | Št. mejnih ploskev | Dual       | Petrial              |
| ----------------- | ----- | --------------- | ----------------- | ----------- | ---------- | ------------------ | ---------- | -------------------- |
| tetraeder         |       | trikotnik       | {3, 3}            | 6           | 4          | 4                  | tetraeder  | petrialni tetraeder  |
| heksaeder (kocka) |       | kvadrat         | {4, 3}            | 12          | 8          | 6                  | oktaeder   | petrialni heksaeder  |
| oktaeder          |       | trikotnik       | {3, 4}            | 12          | 6          | 8                  | heksaeder  | petrialni oktaeder   |
| dodekaeder        |       | petkotnik       | {5, 3}            | 30          | 20         | 12                 | ikozaeder  | petrialni dodekaeder |
| ikozaeder         |       | trikotnik       | {3, 5}            | 30          | 12         | 20                 | dodekaeder | petrialni ikozaeder  |

## Keplerjeva telesa
Keplerjevi telesi sta dva nekonveksna pravilna poliedra, ki imata za osnovno ploskev petagram. Odkril ju je Johannes Kepler okoli leta 1619.
| Ime                         | Slika                                | Osnovna ploskev | Schläfliev simbol | Št. stranic | Št. oglišč | Št. mejnih ploskev | Dual              | Petrial                               |
| --------------------------- | ------------------------------------ | --------------- | ----------------- | ----------- | ---------- | ------------------ | ----------------- | ------------------------------------- |
| mali stelirani dodekaeder   | Slika:SmallStellatedDodecahedron.svg | pentagram       | {5/2, 5}          | 30          | 12         | 12                 | veliki dodekaeder | petrialni mali stelirani dodekaeder   |
| veliki stelirani dodekaeder | Slika:GreatStellatedDodecahedron.svg | pentagram       | {5/2, 3}          | 30          | 20         | 12                 | veliki ikozaeder  | petrialni veliki stelirani dodekaeder |

## Poinsotova telesa
Poinsotovi telesi je odkril Louis Poinsot leta 1806, ko je iskal duale keplerjevih teles.
| Ime               | Slika                       | Osnovna ploskev | Schläfliev simbol | Št. stranic | Št. oglišč | Št. mejnih ploskev | Dual                        | Petrial                     |
| ----------------- | --------------------------- | --------------- | ----------------- | ----------- | ---------- | ------------------ | --------------------------- | --------------------------- |
| veliki ikozaeder  |                             | trikotnik       | {3, 5/2}          | 30          | 12         | 20                 | mali stelirani dodekaeder   | petrialni veliki ikozaeder  |
| veliki dodekaeder | Slika:GreatDodecahedron.svg | petkotnik       | {5, 5/2}          | 30          | 12         | 12                 | veliki stelirani dodekaeder | petrialni veliki dodekaeder |

## Evklidsko tlakovanje
Evklidsko tlakovanje je tlakovanje ravnine z enakimi pravilnimi mnogokotniki. Ravnino lahko prekrijejo le kvadratno, šestkotno in trikotno tlakovanje. Ker se tlakovanja nadaljujejo v neskončnost, je število stranic, oglišč in mejnih ploskev neskončno.
| Ime                  | Slika | Osnovna ploskev | Schläfliev simbol | Dual                 | Petrial                        |
| -------------------- | ----- | --------------- | ----------------- | -------------------- | ------------------------------ |
| trikotno tlakovanje  |       | trikotnik       | {3, 6}            | šestkotno tlakovanje | petrialno trikotno tlakovanje  |
| kvadratno tlakovanje |       | kvadrat         | {4, 4}            | kvadratno tlakovanje | petrialno kvadratno tlakovanje |
| šestkotno tlakovanje |       | šestkotnik      | {6, 3}            | trikotno tlakovanje  | petrialno šestkotno tlakovanje |

## Petrie-coxeterjeva telesa
John Flinders Petrie je leta 1926 generaliziral definicijo pravilnih poliedrov, preko katere je Harold Scott MacDonald Coxeter odkril še tri nove neskončne pravilne poliedre.
| Ime         | Slika | Osnovna ploskev | Osnovna luknja | Schläfliev simbol | Dual        | Petrial               |
| ----------- | ----- | --------------- | -------------- | ----------------- | ----------- | --------------------- |
| mukocka     |       | kvadrat         | kvadrat        | {4, 6\|4}         | muoktaeder  | petrialna mukocka     |
| muoktaeder  |       | šestkotnik      | kvadrat        | {6, 4\|4}         | mukocka     | petrialna mukocka     |
| mutetraeder |       | šestkotnik      | trikotnik      | {6, 6\|3}         | mutetraeder | petrialni mutetraeder |

## Petriali
Petriali so telesa, ki izgledajo enako, kot njihovi petrialni pari, ampak imajo za osnovno ploskev izkrivljen mnogokotnik. Tako je John Flinders Petrie odkril 15 novih pravilnih poliedrov.
| Ime                                   | Slika | Osnovna ploskev                         | Schläfliev simbol | Št. stranic | Št. oglišč | Št. mejnih ploskev | Petrial                     |
| ------------------------------------- | ----- | --------------------------------------- | ----------------- | ----------- | ---------- | ------------------ | --------------------------- |
| petrialni tetraeder                   |       | izkrivljen kvadrat                      | {4, 3}3           | 6           | 4          | 3                  | tetraeder                   |
| petrialni heksaeder                   |       | izkrivljen šestkotnik                   | {6, 3}4           | 12          | 8          | 4                  | heksaeder                   |
| petrialni oktaeder                    |       | izkrivljen šestkotnik                   | {6, 4}3           | 12          | 6          | 4                  | oktaeder                    |
| petrialni dodekaeder                  |       | izkrivljen desetkotnik                  | {10, 3}           | 30          | 20         | 6                  | dodekaeder                  |
| petrialni ikozaeder                   |       | izkrivljen desetkotnik                  | {10, 5}           | 30          | 12         | 6                  | ikozaeder                   |
| petrialni mali stelirani dodekaeder   |       | izkrivljen šestkotnik                   | {6, 5}            | 30          | 12         | 10                 | mali stelirani dodekaeder   |
| petrialni veliki dodekaeder           |       | izkrivljen šestkotnik                   | {6, 5/2}          | 30          | 12         | 10                 | veliki dodekaeder           |
| petrialni veliki stelirani dodekaeder |       | izkrivljen dekagram                     | {10/3, 3}         | 30          | 20         | 6                  | veliki stelirani dodekaeder |
| petrialni veliki ikozaeder            |       | izkrivljen dekagram                     | {10/3, 5/2}       | 20          | 30         | 6                  | veliki ikozaeder            |
| petrialno trikotno tlakovanje         |       | šestdesetstopinjski cikcak              | {∞, 6}3           | ∞           | ∞          | ∞                  | trikotno tlakovanje         |
| petrialno kvadratno tlakovanje        |       | devetdesetstopinjski cikcak             | {∞, 4}4           | ∞           | ∞          | ∞                  | kvadratno tlakovanje        |
| petrialno šestkotno tlakovanje        |       | stodvajsetstopinjski cikcak             | {∞, 3}6           | ∞           | ∞          | ∞                  | šestkotno tlakovanje        |
| petrialna mukocka                     |       | devetdesetstopinjski izkrivljeni cikcak | {∞, 6}4,4         | ∞           | ∞          | ∞                  | mukocka                     |
| petrialni muoktaeder                  |       | stodvajsetstopinjski izkrivljeni cikcak | {∞, 4}6,4         | ∞           | ∞          | ∞                  | muoktaeder                  |
| petrialni mutetraeder                 |       | stodavjsetstopinjski izkrivljeni cikcak | {∞, 6}6,3         | ∞           | ∞          | ∞                  | mutetraeder                 |

## Mešani apeiroedri (blended apeiroehedra)
“Mešani” apeiroedri so izpeljani iz pravilnih planarnih apeiroedrov (trikotno, kvadratno in šestkotno tlakovanje ter njihovi petriali). Pravilnih imen apeiroedrov v slovenščini še nimamo, zato so imena na tem seznamu le dobesedni prevod angleških.
“Mešani“ apeiroedri pomeni, da apeiroedri niso planarni, temveč so izkrivljeni v tretjo dimenzijo. To lahko naredimo na dva načina. Lahko periodično dvigujemo in nižamo oglišča (“mešanje s segmentom”), lahko pa celoten apeiroeder spiralno širimo v tretji dimenziji (“mešanje z apeirogonom”). Tako dobimo 12 različnih “mešanih” apeiroedrov.

### Mešani apeiroedri s procesom mešanja s segmentom (blended apeirohedra – blends with segments)
| Ime                                                                  | Osnovna ploskev              | Schläfliev simbol | Petrial                                                              |
| -------------------------------------------------------------------- | ---------------------------- | ----------------- | -------------------------------------------------------------------- |
| trikotni mešani apeiroeder s procesom mešanja s segmentom            | trikotnik?                   | {3, 6} # {}       | pertialni trikotni mešani apeiroeder s procesom mešanja s segmentom  |
| kvadratni mešani apeiroeder s procesom mešanja s segmentom           | izkrivljen kvadrat           | {4,4} # {}        | pertialni kvadratni mešani apeiroeder s procesom mešanja s segmentom |
| šestkotni mešani apeiroeder s procesom mešanja s segmentom           | izkrivljen šestkotnik        | {6, 3} # {}       | pertialni šestkotni mešani apeiroeder s procesom mešanja s segmentom |
| pertialni trikotni mešani apeiroeder s procesom mešanja s segmentom  | različni izkrivljeni cikcaki | {∞, 6}3 # {}      | trikotni mešani apeiroeder s procesom mešanja s segmentom            |
| pertialni kvadratni mešani apeiroeder s procesom mešanja s segmentom | različni izkrivljeni cikcaki | {∞, 4}4 # {}      | kvadratni mešani apeiroeder s procesom mešanja s segmentom           |
| pertialni šestkotni mešani apeiroeder s procesom mešanja s segmentom | različni izkrivljeni cikcaki | {∞, 3}6 # {}      | šestkotni mešani apeiroeder s procesom mešanja s segmentom           |

### Mešani apeiroedri s procesom mešanja z apeiroedrom
| Ime                                                                    | Osnovna ploskev                        | Schläfliev simbol | Petrial                                                                |
| ---------------------------------------------------------------------- | -------------------------------------- | ----------------- | ---------------------------------------------------------------------- |
| trikotni mešani apeiroeder s procesom mešanja z apeiroedrom            | izkrivljen kvadrat                     | {3, 6} # {∞}      | pertialni trikotni mešani apeiroeder s procesom mešanja z apeiroedrom  |
| kvadratni mešani apeiroeder s procesom mešanja z apeiroedrom           | izkrivljen šestkotnik                  | {4,4} # {∞}       | pertialni kvadratni mešani apeiroeder s procesom mešanja z apeiroedrom |
| šestkotni mešani apeiroeder s procesom mešanja z apeiroedrom           | izkrivljen desetkotnik                 | {6, 3} # {∞}      | pertialni šestkotni mešani apeiroeder s procesom mešanja z apeiroedrom |
| pertialni trikotni mešani apeiroeder s procesom mešanja z apeiroedrom  | šestdesetstopinjski ukrivljeni cikcak  | {∞, 6}3 # {∞}     | trikotni mešani apeiroeder s procesom mešanja z apeiroedrom            |
| pertialni kvadratni mešani apeiroeder s procesom mešanja z apeiroedrom | devetdesetstopinjski ukrivljeni cikcak | {∞, 4}4 # {∞}     | kvadratni mešani apeiroeder s procesom mešanja z apeiroedrom           |
| pertialni šestkotni mešani apeiroeder s procesom mešanja z apeiroedrom | stodvajsetstopinjski ukrivljeni cikcak | {∞, 3}6 # {∞}     | šestkotni mešani apeiroeder s procesom mešanja z apeiroedrom           |

## Čisti Grünbaum-Dress poliedri
To je šest najbolj kompleksnih in najtežje razumljivih pravilnih poliedrov. Vsi so neskončnih razsežnosti, pridobljeni pa so posredno ali neposredno iz petrie-coxeterjevih teles. Odkriti so bili leta 1997.
| Ime                                | Osnovna ploskev       | Schläfliev simbol | Petrial                          |
| ---------------------------------- | --------------------- | ----------------- | -------------------------------- |
| razpolovljena mukocka              | izkrivljen šestkotnik | {6, 6}4           | petrialna razpolovljena mukocka  |
| petrialna razpolovljena mukocka    | izkrivljen kvadrat    | {4, 6}6           | razpolovljena mukocka            |
| dual petrialne razpolovljene kocke | izkrivljen šestkotnik | {6, 4}6           | /                                |
| trihelično kvadratno tlakovanje    | cikcak                | {∞, 3}            | tetrahelično trikotno tlakovanje |
| tetrahelično trikotno tlakovanje   | cikcak                | {∞, 3}            | trihelično kvadratno tlakovanje  |
| izkrivljeni muoktaeder             | cikcak                | {∞, 4}·,∗3        | /                                |